# Кравцов, Константин Павлович
Константин Павлович Кравцов (род. 5 декабря 1963, Салехард) — русский поэт.

## Биография
Окончил Нижнетагильское художественное училище, затем Литературный институт имени А. М. Горького. В 1999 году принял сан священника в РПЦ. Служил в храмах Ярославля, Москвы, Подмосковья. В настоящее время — клирик московского храма Благовещения Пресвятой Богородицы, что в Петровском парке.
Публиковал стихи в журналах «Знамя», «Октябрь», «Воздух», «Интерпоэзия» и др., антологиях «Русская поэзия. XX век», «Нестоличная литература», «Современная литература народов России», «Наше время» и др. Автор четырёх книг стихов.
Лауреат Филаретовского конкурса христианской поэзии в Интернете (2003).

## О нём
По мнению поэта Виталия Пуханова,

Если мысленно наложить одинокий звук саксофона на «тальниковую голь краесветного лета», на «даль, забелённую кровью», то мы застигнем Кравцова в точке поэтического замысла о нём, о поэте: полюбить то, что было проклято всеми, стать счастливым в месте последнего отчаяния.

Критик Евгения Вежлян отмечает:

Поэзия Константина Кравцова необычна не только потому, что автору удалось создать особую, ни на кого не похожую, манеру письма, но и в силу причин, которые могут показаться внелитературными: Константин Кравцов не только поэт, но — и даже в первую очередь — православный священник. <…> это почти нерешаемое и крайне напряжённое противоречие, собственно, и вводит поэзию Константина Кравцова в поле риска, где догмат и эстетическое дерзновение, вера и духовный поиск находят разрешение в органичном, но неожиданном синтезе — сочетании приёмов семантической поэтики (Мандельштам — один из ближайших истоков поэзии Кравцова) и христианской экзегезы. Обыденное, выступающее в облике мирского, культурное (образующее интертекстуальный план) и духовное (на которое проецируются первое и второе) образуют три уровня бытования смысла в книге.

## Книги
- Приношение. — М.: Московский журнал, 1998. (Предисловие Ивана Жданова)
- Январь. — М.: Э.РА, 2002. — 79 с.
- Парастас. — М.: АРГО-РИСК; Тверь: Колонна, 2006. — 56 с.
- Аварийное освещение. — М.: Русский Гулливер; Центр современной литературы, 2010. — 62 с.